# Most Wandy
Most Wandy – most w Krakowie nad Wisłą, wybudowany w latach 2001–2002. Most, położony w ciągu ulic Klasztornej i Półłanki, łączy Nową Hutę z Podgórzem.
Symboliczne otwarcie prac nad budową mostu odbyło się 1 września 2001. Prace rozpoczęto w marcu 2002. W czerwcu budowę mostu trzeba było przerwać ze względu na przejście fali powodziowej przez miasto. W okresie od lipca do września 2002 wykonano żelbetową płytę mostu, a od sierpnia do października prowadzono prace wykończeniowe. Ostatecznie oficjalne otwarcie mostu odbyło się 26 października 2002.
Most składa się z 8 przęseł. Jego całkowita długość z przyczółkami wynosi 352,47 m, a szerokość – 15,20 m. Na moście znajduje się jezdnia dwupasmowa i ciągi pieszo rowerowe. Do budowy zużyto ponad 1200 ton stali i 4000 m³ betonu. Łącznie na inwestycję wydano 16 mln zł (powstały w tym samym okresie most Kotlarski kosztował 137 mln zł).
Został on zbudowany na bazie przenośnego mostu kolejowego zakupionego od wojska w Bydgoszczy.